# Vincent Voorn
Vincent Krijn Henk Voorn (Sittard, 16 de febrero de 1984) es un jinete neerlandés que compitió en la modalidad de salto ecuestre. Es hijo del jinete Albert Voorn.
Ganó una medalla de oro en el Campeonato Europeo de Saltos Ecuestres de 2007, en la prueba por equipos. Participó en los Juegos Olímpicos de Pekín 2008, ocupando el cuarto lugar en la misma prueba.

## Palmarés internacional
| Campeonato Europeo | Campeonato Europeo  | Campeonato Europeo | Campeonato Europeo |
| Año                | Lugar               | Medalla            | Categoría          |
| ------------------ | ------------------- | ------------------ | ------------------ |
| 2007               | Mannheim (Alemania) | Medalla de oro     | Por equipos        |